# Scandix hispanica
Scandix hispanica är en flockblommig växtart som beskrevs av Vicente Cutanda. Scandix hispanica ingår i släktet nålkörvlar, och familjen flockblommiga växter. Inga underarter finns listade i Catalogue of Life.